# Typhlodromus athiasae
Typhlodromus athiasae är en spindeldjursart som beskrevs av Porath och Swirski 1965. Typhlodromus athiasae ingår i släktet Typhlodromus och familjen Phytoseiidae. Inga underarter finns listade i Catalogue of Life.